# Asano Nagasato
Asano Nagasato (永里 亜紗乃 Nagasato Asano?,  nacido el 24 de enero de 1989 en Kanagawa) es una exfutbolista japonesa que jugaba como delantero.
Nagasato jugó 11 veces para la selección femenina de fútbol de Japón entre 2009 y 2011. Nagasato fue elegida para integrar la selección nacional de Japón para los Copa Mundial Femenina de Fútbol de 2015.

## Trayectoria

### Clubes
| Club             | País     | Año         |
| ---------------- | -------- | ----------- |
| Nippon TV Beleza | Japón    | 2007 - 2012 |
| Turbine Potsdam  | Alemania | 2013 - 2016 |

### Selección nacional
| Selección | País  | Año         |
| --------- | ----- | ----------- |
| Absoluta  | Japón | 2009 - 2015 |

## Estadística de equipo nacional
| Selección femenina de fútbol de Japón | Selección femenina de fútbol de Japón | Selección femenina de fútbol de Japón |
| Año                                   | Partidos                              | Goles                                 |
| ------------------------------------- | ------------------------------------- | ------------------------------------- |
| 2009                                  | 3                                     | 0                                     |
| 2010                                  | 0                                     | 0                                     |
| 2011                                  | 1                                     | 0                                     |
| 2012                                  | 0                                     | 0                                     |
| 2013                                  | 2                                     | 0                                     |
| 2014                                  | 1                                     | 1                                     |
| 2015                                  | 4                                     | 0                                     |
| Total                                 | 11                                    | 1                                     |